# Valtazar Bogišić
Valtazar Bogišić, Baltazar Bogišić (ur. 7 grudnia 1834 w Cavtacie, zm. 24 kwietnia 1908 w Rijece) – serbski prawnik i pionier socjologii, etnolog i antropolog.

## Życiorys
W 1859 skończył szkołę w Wenecji, później studiował prawo na Uniwersytecie Wiedeńskim, uczęszczał również na wykłady z filozofii, filologii i historii, nie tylko w Wiedniu, ale również Berlinie i Monachium. W 1862 w Giesen został zaangażowany jako administrator wiedeńskiej biblioteki sądowej, a po uzyskaniu doktoratu z prawa przez cztery lata pracował jako radca. W 1869 objął na rok profesurę uniwersytetu w Odessie; w tym okresie nie tylko wykładał, lecz również podróżował po okolicznych ziemiach, próbując poznać miejscowe prawo zwyczajowe różnych ludzi zamieszkujących te obszary. 
W 1872 król Czarnogóry Mikołaj I Petrowić-Niegosz poprosił go, by brał udział w tworzeniu krajowego prawa cywilnego; przyjął on tę propozycję. Udał się do Paryża, później do Czarnogóry. Jego praca została przerwana podczas wojny rosyjsko-tureckiej, gdy został wysłany do Bułgarii, by uczestniczyć w organizowaniu miejscowego systemu sądowniczego. W 1887 wrócił do Paryża. W latach 1893–1899 był ministrem sprawiedliwości Czarnogóry. Stworzył czarnogórski kodeks cywilny. Badał prawo zwyczajowe południowych Słowian, w 1872 opublikował pracę Pisani zakoni na slovenskom jugu.